# David Kočí
David Kočí (Prag, Češka, 12. svibnja 1981.) češki je profesionalni hokejaš na ledu koji igra na poziciji braniča. Trenutačno je član Colorado Avalanchea koji se natječe u NHL-u.

## Karijera
Kočí karijeru započinje u rodnom Pragu zaigravši za juniorsku selekciju kluba Sparta Prag. 2000. godine odlazi "preko bare" te nastupa s klubom Prince George Cougars koji se natjecao u WHL-u. Na draftu 2000. godine u 5. krugu kao 146. izbor odabrali su ga Pittsburgh Penguins. U sljedeće dvije sezone vrijeme provodi u dvije Penguinsove podružnice Wheeling Nailers koja se natjecala u ECHL-u te u Wilkes-Barre/Scranton Penguins koja se natječe u AHL-u. Od sezone 2003./04. igra samo za AHL podružnicu. 17. srpnja 2006. godine potpisuje za Chicago Blackhawks koji ga automatski šalju u svoju AHL podružnicu Norfolk Admirals. Međutim, pred kraj sezone dobiva priliku u momčadi Blackhawksa te 10. ožujka 2007. godine, u utakmici protiv Phoenix Coyotesa, ostvaruje svoj prvi nastup u NHL-u. U sezoni 2007./08. opet igra i u NHL-u i AHL-u. S Blackhawksima odigrava tek 18 utakmica, dok u AHL-u upisuje sedam utakmica s Rockford IceHogsima, odnosno, 21 utakmicu s Norfolk Admiralsima. Sljedeća sezona za Kočíja nije bila ništa bolja. 1. srpnja 2008. godine potpisuje jednogodišnji ugovor s Tampa Bay Lightningom, ali već nakon jedne utakmice klub ga stavlja na listu neželjenih igrača. Ubrzo ga angažira St. Louis Blues, ali nakon samo četiri utakmice i oni čine isto pa se Kočí vraća Lightningu gdje dobiva pristojne prilike. Svoj prvi pogodak u NHL-u bilježi 10. ožujka 2009. godine u utakmici protiv Montreal Canadiensa, iako je pločicu u vlastitu mrežu ugurao igrač Canadiensa. 1. srpnja 2009. godine potpisuje jednogodišnji ugovor s Colorado Avalancheom. U sezoni 2009./10. gotovo redovno nastupa u NHL-u.

## Statistika karijere
Bilješka: OU = odigrane utakmice, G = gol, A = asistencija, Bod = bodovi, KM = kaznene minute
| 2000./01.       | Prince George Cougars          | WHL             | 70 | 2 | 7 | 9  | 155 | 6  | 0 | 0 | 0 | 20 |
| 2001./02.       | Wheeling Nailers               | ECHL            | 33 | 2 | 4 | 6  | 105 | —  | — | — | — | —  |
| 2001./02.       | Wilkes-Barre/Scranton Penguins | AHL             | 26 | 1 | 3 | 4  | 98  | —  | — | — | — | —  |
| 2002./03.       | Wheeling Nailers               | ECHL            | 48 | 0 | 1 | 1  | 103 | —  | — | — | — | —  |
| 2002./03.       | Wilkes-Barre/Scranton Penguins | AHL             | 9  | 0 | 0 | 0  | 4   | —  | — | — | — | —  |
| 2003./04.       | Wilkes-Barre/Scranton Penguins | AHL             | 78 | 1 | 7 | 8  | 298 | 10 | 0 | 0 | 0 | 2  |
| 2004./05.       | Wilkes-Barre/Scranton Penguins | AHL             | 68 | 1 | 9 | 10 | 311 | —  | — | — | — | —  |
| 2005./06.       | Wilkes-Barre/Scranton Penguins | AHL             | 13 | 0 | 0 | 0  | 59  | —  | — | — | — | —  |
| 2006./07.       | Norfolk Admirals               | AHL             | 44 | 0 | 1 | 1  | 223 | —  | — | — | — | —  |
| 2006./07.       | Chicago Blackhawks             | NHL             | 9  | 0 | 0 | 0  | 88  | —  | — | — | — | —  |
| 2007./08.       | Chicago Blackhawks             | NHL             | 18 | 0 | 0 | 0  | 68  | —  | — | — | — | —  |
| 2007./08.       | Rockford IceHogs               | AHL             | 7  | 0 | 0 | 0  | 25  | —  | — | — | — | —  |
| 2007./08.       | Norfolk Admirals               | AHL             | 21 | 0 | 2 | 2  | 57  | —  | — | — | — | —  |
| 2008./09.       | Tampa Bay Lightning            | NHL             | 33 | 1 | 1 | 2  | 132 | —  | — | — | — | —  |
| 2008./09.       | St. Louis Blues                | NHL             | 4  | 0 | 0 | 0  | 9   | —  | — | — | — | —  |
| Sveukupno - NHL | Sveukupno - NHL                | Sveukupno - NHL | 64 | 1 | 1 | 2  | 297 | —  | — | — | — | —  |

## Vanjske poveznice
- Profil na NHL.com
- Profil na theAHL.com
- Profil na The Internet Hockey Database
- Profil na Eurohockey.net